# بجی
بجی (به لاتین: Bejey) یک منطقهٔ مسکونی در قرقیزستان است که در شهرستان بادکند واقع شده‌است. بجی ۵۷۴ نفر جمعیت دارد و ۱٬۶۱۶ متر بالاتر از سطح دریا واقع شده‌است.